# ERT3
ERT3 (in greco: ΕΡΤ3) è il terzo canale della Ellinikí Radiofonía Tileórasi (ERT), l'emittente di teleradiodiffusione pubblica della Grecia.

## Storia
ERT3 è il terzo canale di ERT, che ha iniziato a trasmettere il 14 dicembre 1988 con sede a Salonicco e inizialmente come ET3. Il canale ha studi in varie città della Grecia, come Komotini, Florina, Alexandroupolis e le isole di Lesbo, Samos e Paros. Dal 1996, il suo programma è ora trasmesso sul sistema PAL (al posto del vecchio SECAM) ed è trasmesso 24 ore al giorno. 
ERT3 ha collaborazioni significative con canali nei Balcani, Francia e Russia, nel contesto dello scambio di programmi. ERT3 si occupa principalmente di questioni regionali, culturali e religiose.
Il canale è stato chiuso l'11 giugno 2013 anche se con il supporto dell'unione europea di radiodiffusione ha trasmesso via internet fino al 7 novembre dello stesso anno. Il canale è stato sostituito da NERIT Plus, della neonata Nea Ellinikí Radiofonía, Internet kai Tileórasi (NERIT).
Il canale è stato poi rilanciato l'11 giugno 2015.

## Programma
Il programma del canale è composto da spettacoli informativi, culturali, musicali e sportivi, notiziari, film, documentari e serie straniere. Il programma di notizie dell'emittente è vario, mentre in termini di intrattenimento mostra principalmente documentari di produzione straniera e spettacoli culturali ed educativi greci. Dopo la sua riapertura, trasmette molti spettacoli su ogni regione del paese. Mostra nuovi episodi di spettacoli come Domenica in villaggio, Grecia selvaggia e altri.